# Баранович Варлаам
Баранович Василь (чернече ім'я Варлаам; нар. поч. XVIII ст. — пом. 5 травня 1784, Москва) — український церковний діяч в Московії, архімандрит, член Духовного Собору. Випускник та благодійник Києво-Могилянської академії.

## Біографія
Навчався у Києво-Могилянська академія. Від 1727 р. — учень школи граматики. Після 1730 р. продовжив навчання у Московській слов'яно-греко-латинській академії. 1737 р. Синод добирав священика для придворного Санкт-Петербурзького Петропавлівського собору, який мав бути «достойным, ученым, искусным и доброжелательным людям». Вибір упав на Барановича, студента богословського класу. 
У червні 1745 р. Баранович, ключарник Петропавлівського собору, за імператорським указом супроводжував у подорожах князя Гессен-Гамбурзького Фрідріха II. 22 травня 1762 р. звільнений за власним бажанням, повернувся в Україну. У Києво-Печерській Лаврі прийняв чернечий постриг і був висвячений на ієродиякона та ієромонаха.
28 січня 1768 р. Синод на прохання головного попечителя Імператорського виховного дому І. І. Бецького звелів Києво-Печерській Лаврі відправити за її кошт «ученого таких качеств, чтоб в ученій и в поступках своих оказывал непритворную добродетель и благочестие», для учителювання в зазначеному закладі. Адміністрація КПЛ відправила Барановича, який на той час займав посаду начальника Голосіївської пустині і був членом Духовного собору.
У квітні 1768 р. уже перебував у Москві, про що з виявом вдячності повідомляв І. І. Бецький. З цього приводу архієпископ Московський і Калузький А. Зертис-Каменський писав архімандриту Києво-Печерської Лаври 3. Валькевичу, що «избраніе отца Барановича в воспитательный дом тем большую приносит похвалу Лавре Святой, чем менше присылка столь честнаго старца ожидаема здесь была».
1768 р. призначено ігуменом Московського Іоано-Златоустівського монастиря (з 13 листопада 1775 р. — архімандрит) та катехізатором Імператорського виховного дому. Залишався на цих посадах до смерті.
Відомий як благодійник Києво-Могилянської академії, допомагав своїми коштами бідним студентам. 1774–1775 рр. після великої пожежі у КМА, під час якої згоріла бурса, Баранович вніс до Московського дворянського банку на рахунок Києво-Могилянської академії 4000 рублів золотом і сріблом (згодом збільшив внесок до 7820 рублів). За заповітом 5 відсотків від загальної суми щорічно йшли на підтримку незаможних студентів академічних бурс у Києві та Переяславі. Помер і похований у Москві.

## Архіви
- ЦДІАК України, ф.128, оп. 2 черн., спр. 49, арк. 1-27.